# کسانق
کاسانا (Kasana) یکی از روستاهای استان آذربایجان شرقی است که در دهستان آذغان بخش مرکزی شهرستان اهر واقع شده‌است. این روستا تیم های فوتبال متعددی از جمله پارلاق(درخشان)وتیم کسانق سات که چندین بار در مسابقات بین روستایی پیروز و جام روستایی را به دست آورده اند.این روستا شامل ۳۰۰ خانه و ۱۰۵خانوار است. که کارآنها کشاورزی-دامداری است و به خاطر نزدیک بودن به اهر بیشترشان در این شهر شاغل هستند.